# Dayella malabarica
Dayella malabarica és una espècie de peix pertanyent a la família dels clupeids i l'única del gènere Dayella.

## Descripció
Pot arribar a fer 6 cm de llargària màxima. Té12-18 radis tous a l'aleta dorsal i 16-27 a l'anal. És un peix d'aigua dolça, salabrosa i marina; [pelàgic-nerític; amfídrom i de clima tropical (13°N-6°N, 73°E-80°E). És endèmic del el sud-oest de l'Índia.
És inofensiu per als humans.